# Rana nigrolineata
Pelophylax lateralis là một loài ếch trong họ Ranidae.
Loài này có ở Trung Quốc, có thể cả Lào, có thể cả Myanmar, và có thể cả Việt Nam.
Các môi trường sống tự nhiên của chúng là vùng đất ẩm có cây bụi nhiệt đới hoặc cận nhiệt đới, đầm nước, đầm nước ngọt, đầm nước ngọt có nước theo mùa, ao, đất có tưới tiêu, và đất nông nghiệp có lụt theo mùa.
Nó không được xem là bị đe dọa theo IUCN.